# Cracker (Gebäck)

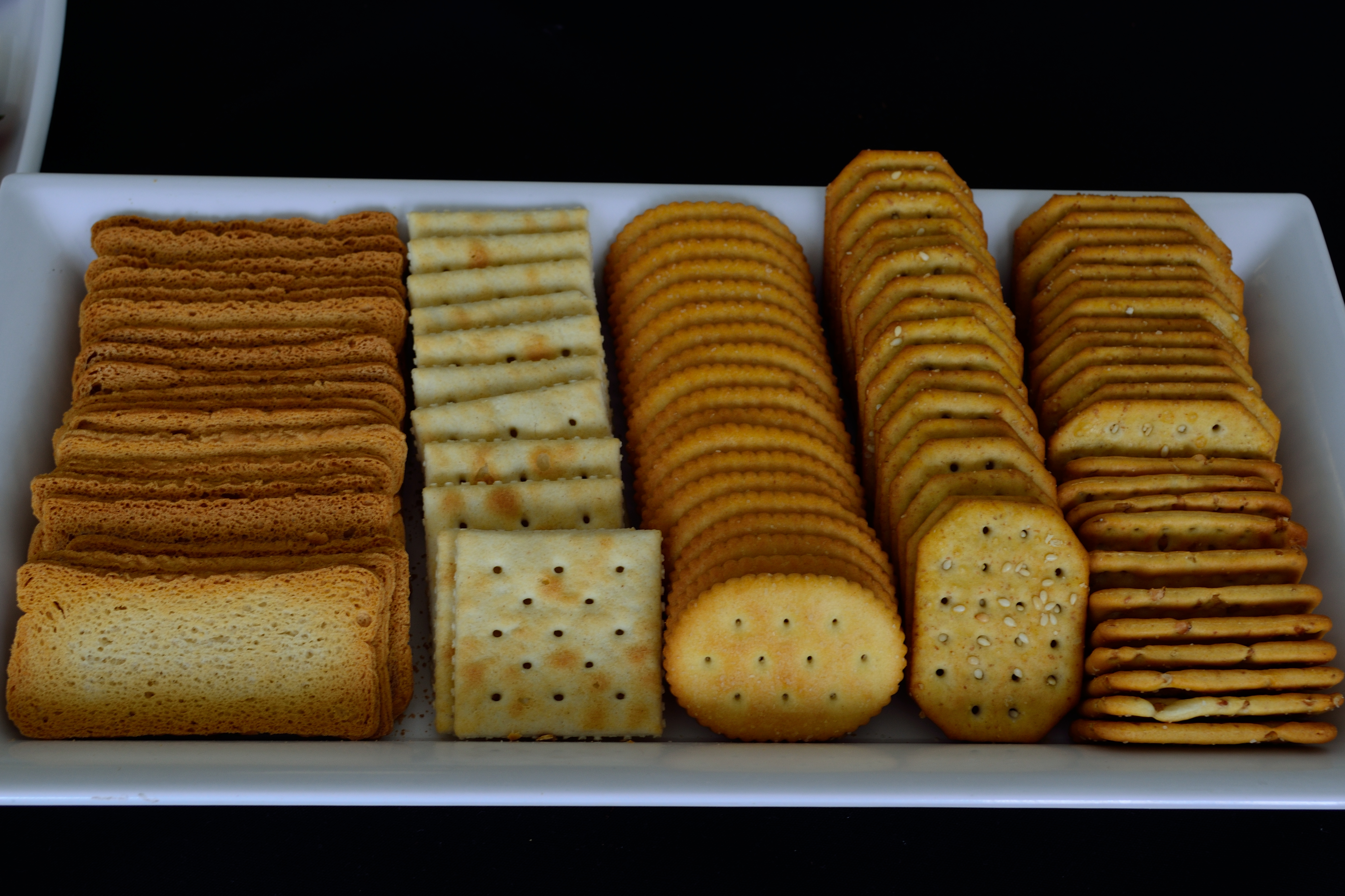
Eine typische Auswahl Cracker

Cracker [ˈkɾɛ.kɐ] (Anhörenⓘ), auch Kräcker, sind ein dünnes, knuspriges, trockenes biskuitartiges Salzgebäck, das sich ursprünglich aus Schiffszwieback und Hartkeksen entwickelt hat. Der Begriff wurde aus dem Englischen ins Deutsche übernommen (dortige Aussprache [ˈkræ.kər], Anhörenⓘ).

## Zusammensetzung und Verzehrweise
Cracker enthalten Speisesalz, einige Sorten außerdem Käse oder Gewürze als weitere Zutaten.
Sie sind Fingerfood und werden entweder unverändert, belegt als Canapés oder mit einem Dip gegessen. Cracker werden auch als Beilage zu Wein, Bier und Käse gereicht.

## Beispiele
- Cream-Cracker